# 열정, 같은 소리 하고 있네
《열정, 같은 소리 하고 있네》는 대한민국의 소설가 이혜린의 소설이다. 2010년 12월에 소담출판사를 통해 단행본으로 출판되었고, 이듬해 2011년 4월, E북으로 배급되었다. 이 소설은 영화 《열정같은소리하고있네》로도 제작되어 정기훈이 감독을 맡았고 정재영, 박보영이 주연을 맡아 2015년 11월에 개봉하였다.

## 줄거리
연예부 신입 기자의 생생한 직장 에피소드를 담은 소설 《열정, 같은 소리 하고 있네》는 막 입사한 연예부 수습기자의 이야기를 통해 연예뉴스면에서 벌어지는 전쟁같은 삶을 그리고 있다. 작가가 현직 연예부 기자인 자신의 경험을 바탕으로 사회초년생 시절에 고생했던 실제 사연들에서 영감을 얻었다고 한다. 청년 백수 백만 명 시대에 졸업과 동시에 스포츠신문사에 취직한 주인공 이라희지만 막연하게 동경했던 커리어 우먼의 생활이 실제와 얼마나 다른지 입사 후 처절히 경험하게 된다. 피도 눈물도 없는 조직, 사이코 같은 상사 밑에서 전전긍긍하면서 그녀는 점점 변해가고 자신의 직장과 직업에 대한 정체성의 혼란을 겪게 된다.

## 목차
1. 나의 판타스틱 첫 직장
2. 업계비밀
3. 까라면 까
4. 왼쪽 가슴도 보여드릴까요?
5. 학벌리즘
6. 신데렐라의 몸값
7. 20대의 우정
8. 관계의 변화
9. 50KG 넘는 괴물
10. '개새끼' 대처 요령
11. 미션 임파서블
12. 선의의 경쟁은 가능한가
13. 우리는 인맥일까
14. 이기주의에 대하여
15. 출산의 자격
16. 대화의 위력
17. 돌연사 권하는 사회
18. 골룸이 되어라
19. 열정, 같은 소리 하고 있네

- 작가의 말

## 영화화
책 출판 이후 영화화가 결정, 정기훈이 감독을 맡고 배급사 넥스트엔테테인먼트월드(NEW)가 배급, 영화사 반짝반짝영화사가 제작을 맡았다.